# Weerdinge
Weerdinge (Drents: Wering) is een buurtschap behorende bij de plaats Emmen, in de Nederlandse provincie Drenthe. Het heeft 562 inwoners en is van oorsprong een zelfstandig dorp. Sinds 1978 is het officieel geen afzonderlijke kern meer: formeel is het een wijk van de plaats Emmen.

## Geografie
Weerdinge is een esdorp ten noorden van de stad Emmen. Het bestaat uit een doorgaande weg, de Dorpsstraat, met enkele zijstraten. Er staan nog een groot aantal Saksische boerderijen. Daarnaast is de beltmolen De Hondsrug uit 1910 beeldbepalend voor het dorp. De omgeving van Weerdinge kenmerkt zich door essen en bossen (Valtherbos, Emmerdennen), die deels ook de scheiding vormen met de stad Emmen.

## Voorzieningen
Het dorp heeft een openbare basisschool, enkele sportvelden, voetbalclub Weerdinge en een dorpshuis. Daarnaast beschikt het dorp over enkele winkels (onder andere een garagebedrijf) en een restaurant. Voor andere voorzieningen is het dorp aangewezen op de stad Emmen.

## Station
Tot in de jaren 1940 was er een station aan de spoorlijn Zwolle - Stadskanaal en tot mei 1972 heeft er nog goederenvervoer op het traject Emmen - Weerdinge plaatsgevonden. Daarna is het goederenvervoer gestaakt, is het spoor op dit traject eind jaren zeventig opgebroken en rijdt de trein niet verder dan station Emmen.